# سسک‌های تاجی
سسک‌های تاج‌طلایی یا تاج‌طلایی‌ها (نام علمی: Regulus) نام یک سرده از راسته گنجشک‌سانان است.